# Nový Čestín

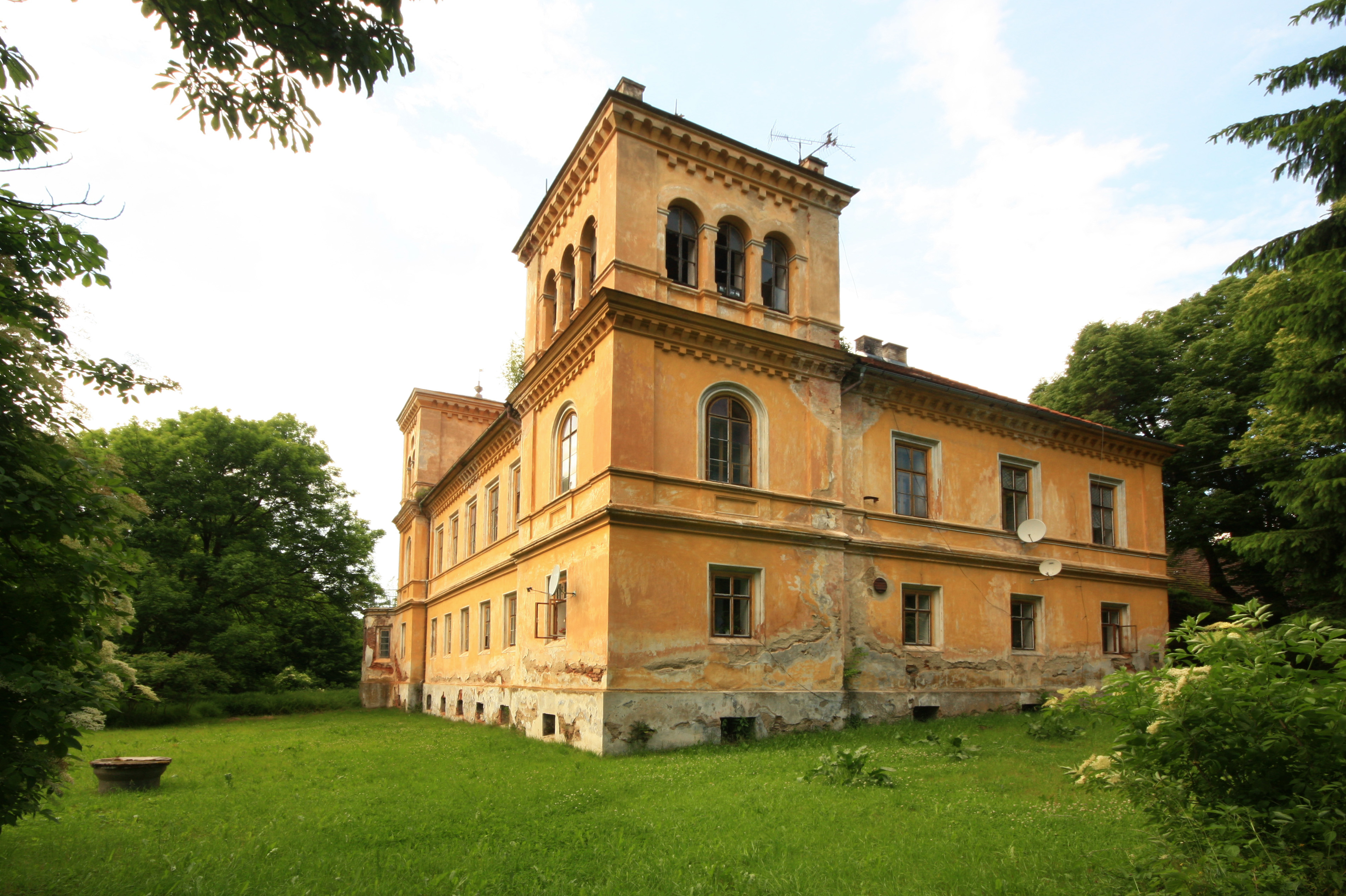
Schloss Nový Čestín

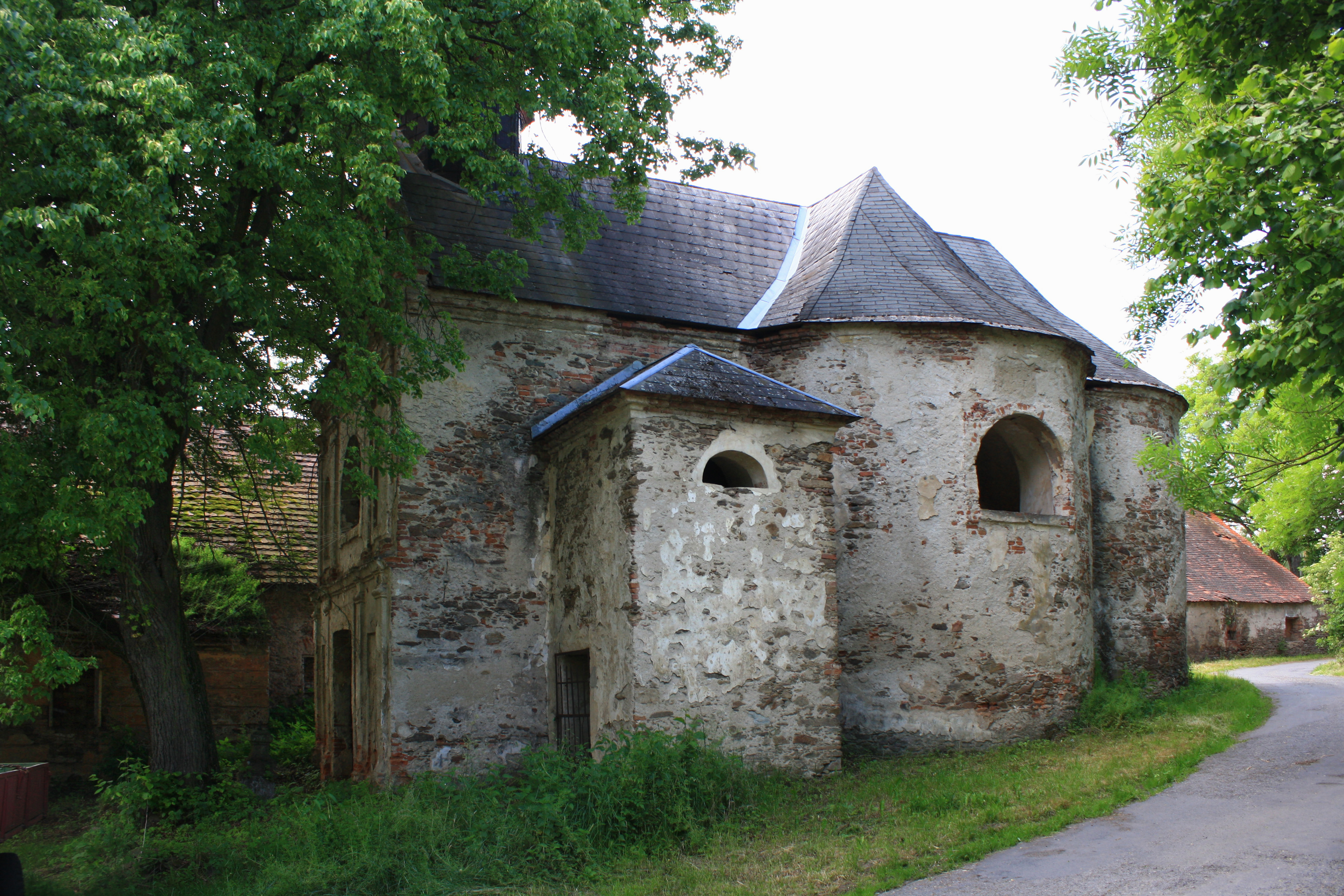
Kapelle der hl. Dreifaltigkeit

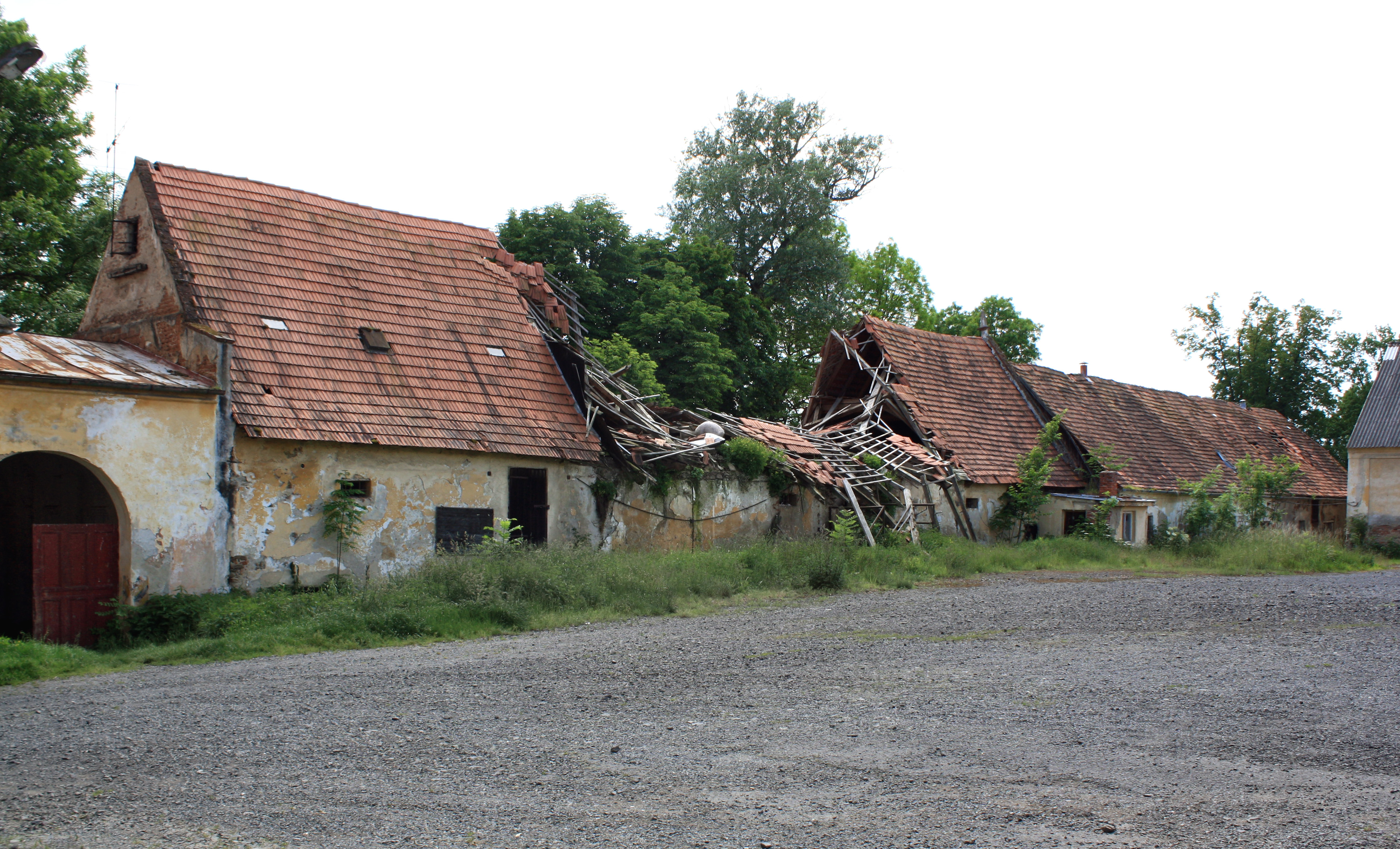
Ruine des Hofes

Nový Čestín (deutsch Neu Tschestin, früher Neu Čestin, auch Neu Czestin) ist ein Ortsteil der Gemeinde Mochtín in Tschechien. Er liegt sieben Kilometer südöstlich von Klatovy und gehört zum Okres Klatovy.

## Geographie
Nový Čestín befindet sich am Übergang der Nepomucká vrchovina (Nepomuker Bergland) zur Strážovská vrchovina (Drosauer Bergland). Das Dorf liegt rechtsseitig des Baches Bystrý potok. Nordöstlich erheben sich der Barák (706 m) und die Rovná (724 m), im Südosten die Drkolná (729 m), südlich der Chlumec (536 m) und die Kovářská (706 m) sowie im Nordwesten die Petrovka (482 m). Durch Nový Čestín verläuft die Staatsstraße I/22 zwischen Klatovy und Horažďovice.
Nachbarorte sind Hoštice und Hoštičky im Norden, Chuchle, Habartice, Habartický Mlýn, V Hájovně, Kvasnice, Vracov und Plánice im Nordosten, Zdebořice und Kocourov im Osten, Číhaň, Nový Dvůr und Lukoviště im Südosten, Lhůta, Těšetiny und U Pily im Süden, Těšetinský Mlýn, Střeziměř, Křištín und U Ublů im Südwesten, Mochtín und Na Petrovce im Westen sowie Sobětice, Mírovka, Lažánky, Kosmáčov und Cihelna im Nordwesten.

## Geschichte
Erstmals urkundlich erwähnt wurde Nový Čestín 1379 als Besitz des Zdenko von Čestín. Zu den nachfolgenden Besitzern gehörte Christoph Sedlecký von Újezdec, der das Gut 1537 erwarb. Dessen Erben teilten Nový Čestín in mehrere Anteile auf. Johann Wenzel Kotz von Dobrz kaufte zwischen 1594 und 1603 sämtliche Anteile von Nový Čestín auf und schloss sie an seine Herrschaft Kolinec an. Im 17. Jahrhundert wechselten die Besitzer des Gutes oftmals; schließlich erwarb Wilhelm Albrecht Kolowrat-Krakowsky Nový Čestín und schloss das Gut an die Herrschaft Teinitzl an. 1667 veräußerte er Nový Čestín an Wilhelm Alexander Bieschin zu Bieschin. Dessen Nachfahren verkauften Nový Čestín 1716 an den Glashüttenmeister Johann Thomas Werner, der das Gut alsbald an Josef Karl Pergler von Perglas weiterreichte. Später gehörte das Gut Johann Augustin von Altvater, nach dessen Tode es 1783 gerichtlich versteigert wurde und an Anton Pergler von Perglas überging. 1790 erwarb Emanuel Kolowrat-Krakowsky Nový Čestín aus einer erneuten öffentlichen Versteigerung. Er und auch seine Nachbesitzer behielten das Gut nicht allzu lange. Im Jahre 1803 ersteigerte der k.k. Verpflegsverwalter Jakob Schram das Gut. Im Jahre 1808 wurde der Abschnitt Mochtín–Horažďowitz der Aerarstraße von Taus über Klattau nach Wittingau fertiggestellt.
Im Jahre 1837 umfasste das Allodialgut Neu-Čestin eine Nutzfläche von 954 Joch 213 Quadratklaftern. Auf seinem Gebiet lebten 473 tschechischsprachige Einwohner, darunter vier jüdische Familien. Die Erwerbsquellen waren die Landwirtschaft, die Flachsspinnerei und etwas Viehhandel. Die Obrigkeit bewirtschaftete einen Meierhof. Zum Gut gehörten die Dörfer Neučestin, Kotzaurow (Kocourow) und Bistry (Bystré). Das Dorf Neučestin/Nowočestin, für gewöhnlich Čestin genannt, bestand aus sechs Häusern mit 58 Einwohnern, darunter vier jüdischen Familien. Im Ort gab es ein obrigkeitliches Schloss mit einem Zier- und Lustgarten, Glashaus, Obst- und Küchengarten, ein Amtsgebäude, einen Meierhof, eine Schäferei, ein Bräuhaus, ein Branntweinhaus, ein Flusshaus (Pottaschensiederei), ein Einkehrhaus sowie die öffentliche Kapelle zur hl. Dreifaltigkeit mit der Familiengruft der Besitzer des Gutes, in der jährliche 24 gestiftete Messen gelesen wurden. Abseits lag ein Hegerhaus. Pfarrort war Kidlin (Kydliny). Bis zur Mitte des 19. Jahrhunderts bildete Neučestin das Amtsdorf für die Allodialgüter Neu-Čestin und Bernartitz (Bernartice).
Nach der Aufhebung der Patrimonialherrschaften bildete Nový Čestín/Neu Czestin ab 1850 einen Ortsteil der Gemeinde Bystré / Bistry im Gerichtsbezirk Klattau. 1853 erbte Amalie von Meraviglia-Crivelli, geborene Kolowrat-Krakowsky einen Anteil des Gutes. Ihr Mann Rudolf Johann Ernst Graf von Meraviglia-Crivelli kaufte wenig später das benachbarte Gut Mochtín auf und verband es mit Nový Čestín. Ab 1868 gehörte Nový Čestín zum Bezirk Klattau. Die Eheleute Meraviglia-Crivelli kauften bis 1878 auch die anderen Anteile des Gutes auf und ließen danach das alte frühbarocke Schloss durch einen zweitürmigen neogotischen Bau ersetzen. Zum Ende des 19. Jahrhunderts wurde das Dorf als Nový Češtín bezeichnet. 1891 verkaufte die Familie Meraviglia-Crivelli das neuerbaute Schloss und das Gut Nový Češtín an Ferdinand Vitáček. 1930 lösten sich Kocourov und Nový Čestín von Bystré los und bildeten die Gemeinde Kocourov. Im Jahre 1949 wurde die Familie Vitáček enteignet, das Schloss und Gut Nový Čestín wurden dem Staatsgut Luby unterstellt. In der nachfolgenden Zeit ließ das Staatsgut das Schloss zum Wohnhaus umfunktionieren. Am 1. Juli 1975 wurde Nový Čestín nach Mochtín eingemeindet.
In den 1990er Jahren erhielt die Erben der Familie Vitáček das heruntergewirtschaftete Schloss einschließlich des verfallenen Hofes in Restitution zurück. 1991 hatte der Ort 45 Einwohner. Im Jahre 2001 bestand das Dorf aus drei Wohnhäusern, in denen 21 Menschen lebten. Insgesamt besteht Nový Čestín aus fünf Adressen.
Das baufällige Schloss steht derzeit (2014) zum Verkauf. Der ehemalige Schlosspark westlich und östlich des Hofes wird ebenfalls in zwei Teilen als Bauland feilgeboten.

## Ortsgliederung
Der Ortsteil Nový Čestín ist Teil des Katastralbezirkes Kocourov.

## Sehenswürdigkeiten
- Schloss Nový Čestín, das vor 1655 errichtete Bauwerk wurde zwischen 1878 und 1891 für Rudolf Johann Ernst Graf von Meraviglia-Crivelli im neogotischen Stil umgebaut. Das baufällige Schloss befindet sich seit den 1990er Jahren wieder in Privatbesitz und ist nicht zugänglich. Es ist als Kulturdenkmal geschützt.
- barocke Messkapelle der hl. Dreifaltigkeit, errichtet 1695 für Wilhelm Alexander Bieschin zu Bieschin. Das Kulturdenkmal befindet sich in einem schlechten Zustand.